# Фони
Фони (итал. Fonni) је насеље у Италији у округу Нуоро, региону Сардинија.
Према процени из 2011. у насељу је живело 4002 становника. Насеље се налази на надморској висини од 979 м.

## Становништво
Према резултатима пописа становништва 2011. у општини је живело 4.062 становника.
| 1931. | 1936. | 1951. | 1961. | 1971. | 1981. | 1991. | 2001. | 2011. |
| ----- | ----- | ----- | ----- | ----- | ----- | ----- | ----- | ----- |
| 5.000 | 4.844 | 5.195 | 5.451 | 5.101 | 4.950 | 4.654 | 4.371 | 4.062 |

## Партнерски градови
- Темпио Паузанија